# Personnages principaux de Harry Potter
Pour un article plus général, voir Liste des personnages du monde des sorciers de J. K. Rowling.

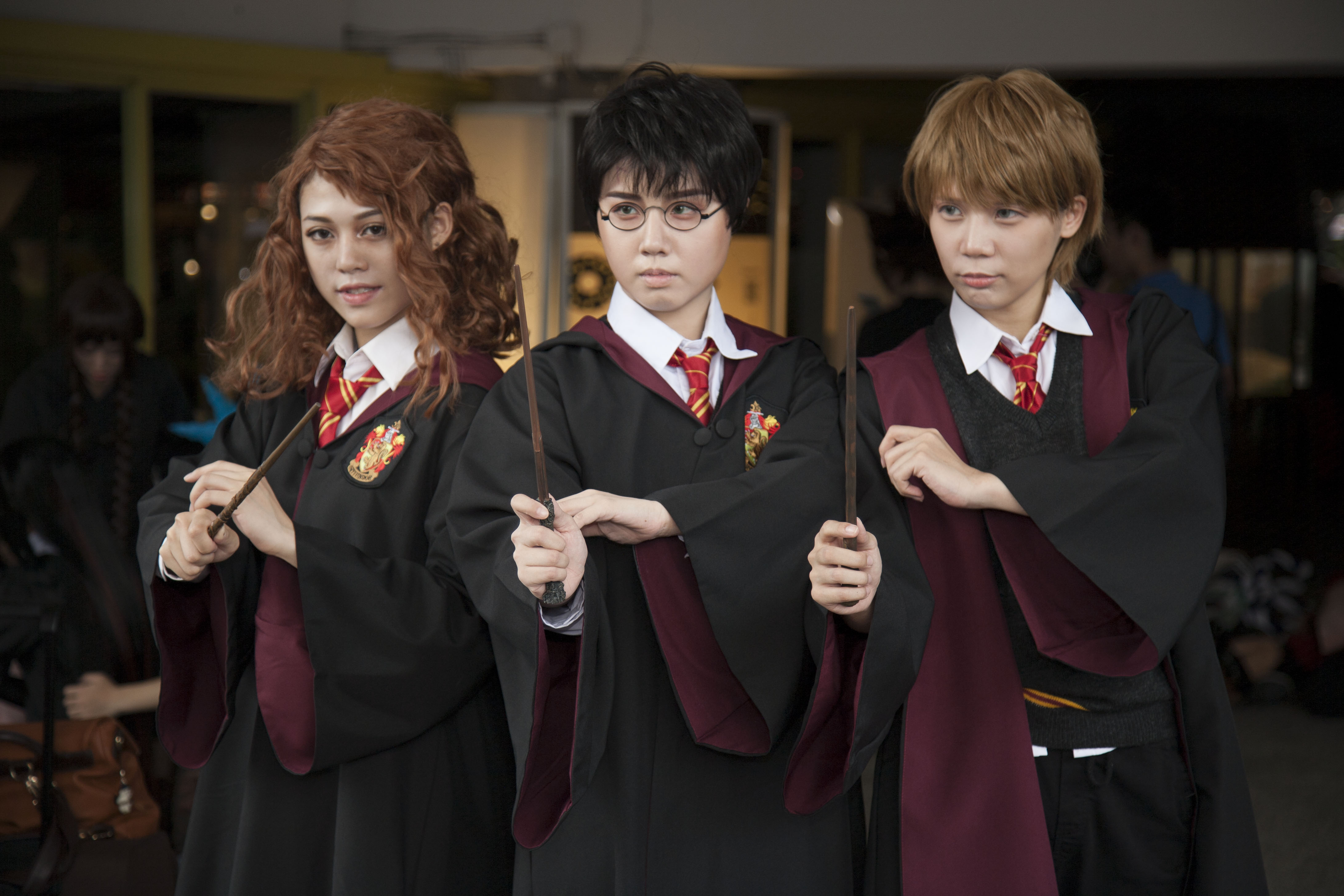
Cosplays des personnages d'Hermione Granger, Harry Potter et Ron Weasley (de gauche à droite) lors d'un festival organisé à Taïwan en 2018.

Cet article présente les personnages principaux de la série romanesque Harry Potter écrite par J. K. Rowling, ainsi que de la pièce de théâtre Harry Potter et l'Enfant maudit écrite par Jack Thorne sur une histoire originale de J. K. Rowling. Certains font partie d'organisations au sein de l'univers (l'Ordre du Phénix, l'Armée de Dumbledore ou encore les mangemorts). 
La plupart des personnages de l'histoire originelle ont été repris dans la pièce de théâtre. En revanche, certains personnages de la pièce sont spécifiques à celle-ci ou n'apparaissent que dans l'épilogue de l'histoire de Harry Potter.

## Personnages de l'heptalogie romanesque

### Héros
- Harry Potter
- Hermione Granger
- Ron Weasley

### Alliés des héros

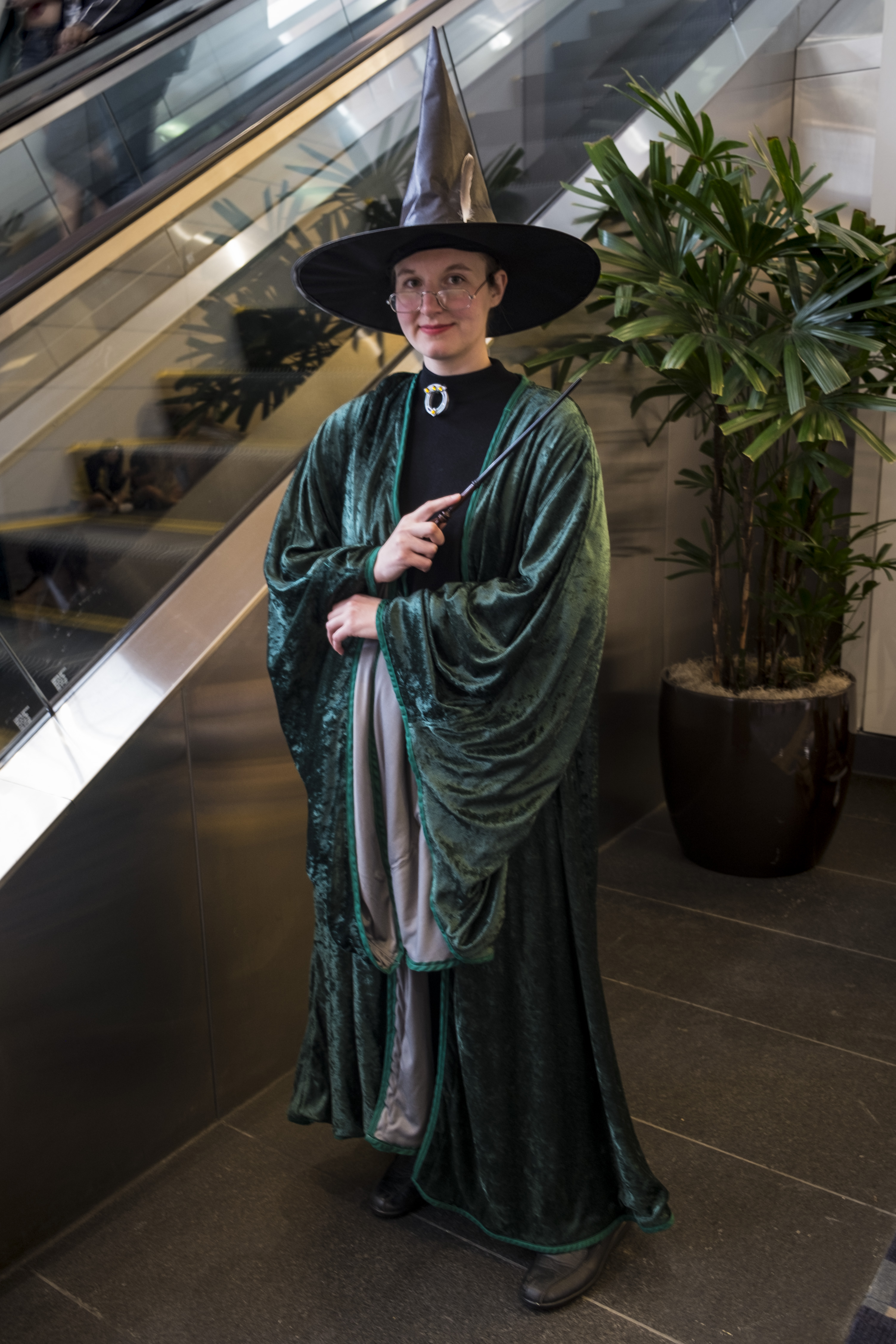
Cosplay de Minerva McGonagall.

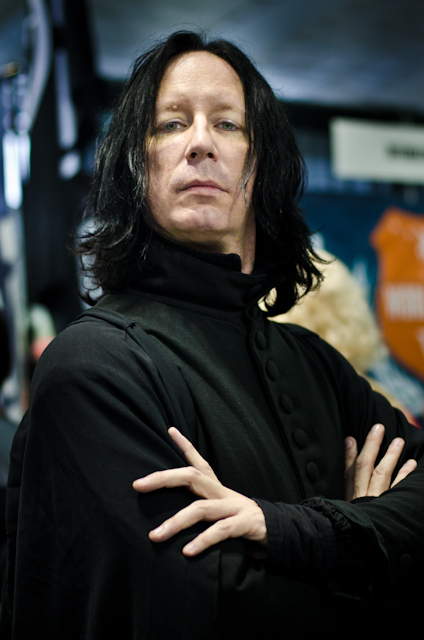
Cosplay de Severus Rogue à la New York Comic Con en 2011.

#### Ordre du Phénix
L'Ordre du Phénix est une société secrète fondée par Albus Dumbledore, qui a pour but de contrer Voldemort et ses partisans. Elle regroupe plusieurs membres influents et chers à Harry Potter, comme les amis de ses parents, la famille Weasley, ainsi que certains professeurs de Poudlard. Les plus mentionnés sont :
- Albus Dumbledore
- Sirius Black
- Remus Lupin
- Severus Rogue
- Rubeus Hagrid
- Minerva McGonagall
- Alastor Maugrey
- Kingsley Shacklebolt
- Nymphadora Tonks
- Arthur Weasley
- Molly Weasley
- James Potter
- Lily Potter

#### Armée de Dumbledore
L'Armée de Dumbledore (ou AD) est une organisation secrète formée au sein de l'école de Poudlard par certains élèves, dans le but de se défendre contre l'oppression du professeur Ombrage lorsqu'elle devient Grande Inquisitrice puis directrice de Poudlard. Beaucoup des amis de Harry Potter, ainsi que lui-même, deviennent membres de l'AD. Les plus mentionnés sont :
- Harry Potter
- Hermione Granger
- Ron Weasley
- Neville Londubat
- Ginny Weasley
- Fred et George Weasley
- Luna Lovegood

### Antagonistes

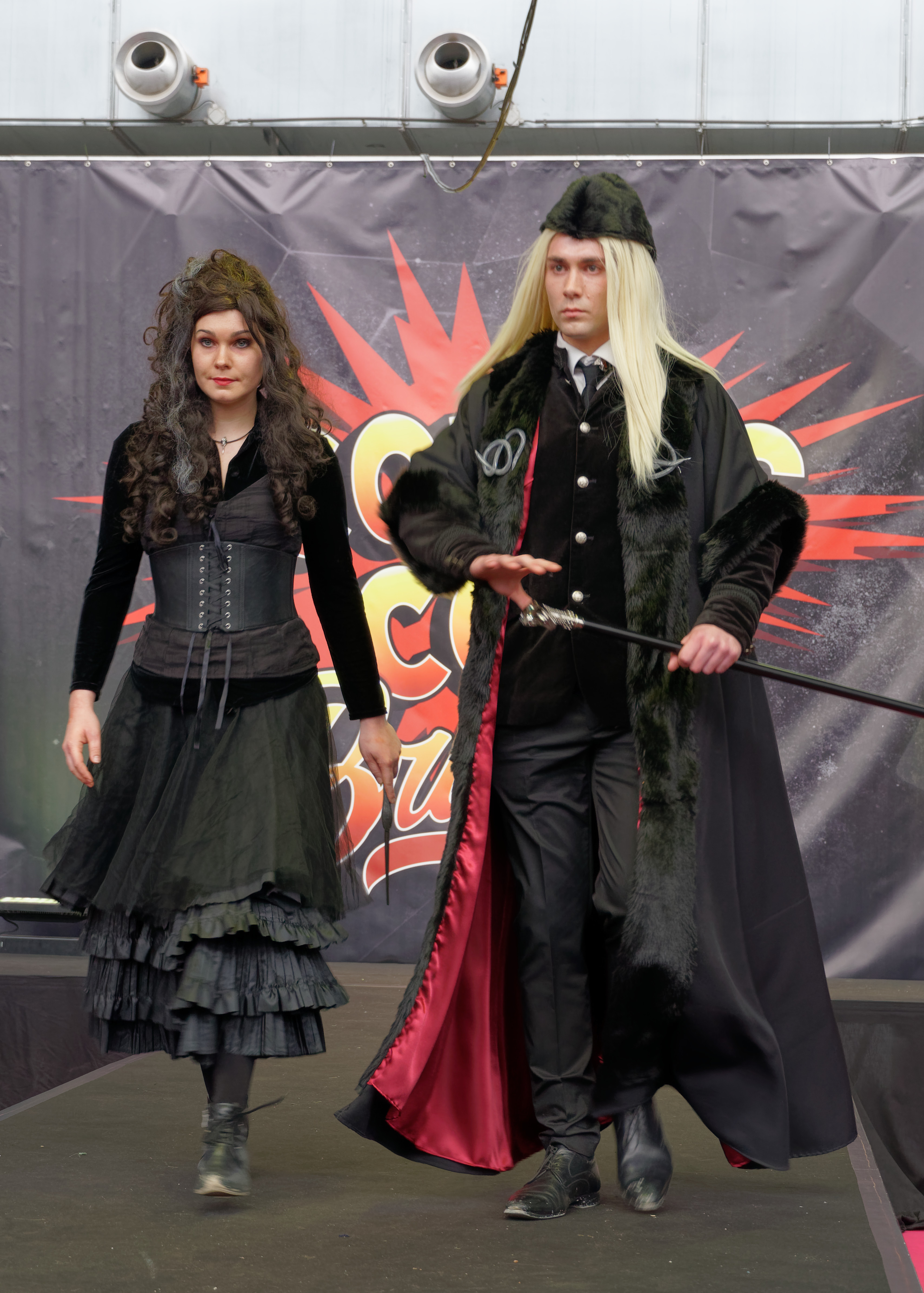
Cosplay de Bellatrix Lestrange (à gauche) et de Lucius Malefoy (à droite) à la Comic-Con de Bruxelles en 2019.

#### Mangemorts
Les mangemorts constituent un groupe de sorciers et sorcières partisans de Lord Voldemort. Les plus mentionnés sont :
- Bellatrix Lestrange
- Lucius  Malefoy
- Peter Pettigrow
- Bartemius Croupton Jr.
- Severus Rogue
- Evan Rosier

#### Drago Malefoy
Drago Malefoy, fils unique de Lucius Malefoy et de Narcissa Malefoy, est le principal ennemi du héros à l'école de magie de Poudlard, et une figure de proue de la maison rivale, Serpentard.

## Personnages de lapièce de théâtre
Les personnages de Harry Potter, Hermione Granger, Ron Weasley, Ginny Weasley et Drago Malefoy sont également présents dans la pièce de théâtre Harry Potter et l'Enfant maudit, centrée sur les aventures du fils de Harry, Albus Potter, et de ses amis. Albus et Scorpius Malefoy sont des personnages présentés très rapidement dans l'épilogue de l'histoire originelle, qui annonce dans un même temps le début de leurs propres aventures.

### Albus Potter
Albus Severus Potter est le second fils de Harry et Ginny. 
Il est le seul des enfants à avoir les yeux de Harry et de sa grand-mère Lily Potter. Il est joué par le jeune Arthur Bowen dans l'épilogue de Harry Potter et les Reliques de la Mort 2e partie. Il est également l'un des personnages principaux de la pièce de théâtre Harry Potter et l'Enfant maudit. Il est étudiant à Poudlard, dans la maison Serpentard, et son meilleur ami est Scorpius Malefoy, le fils du rival de son père, Drago Malefoy.

### Scorpius Malefoy
Scorpius Hyperion Malefoy(en anglais : Scorpius Hyperion Malfoy) est le fils de Drago Malefoy. C'est également le meilleur ami d'Albus Potter. Ils se rencontrent à bord du Poudlard Express, juste avant d'entamer leur première année. Ils se mettent côte à côte dans le train et sympathisent malgré leurs différences et leurs parents semblant se détester. Lorsque Scorpius est admis à Serpentard, Albus le suit. Ils deviennent très proches et utilisent le retourneur de temps en compagnie de Delphi Diggory pour sauver Cedric et montrer à leurs parents ce dont ils sont capables. 
Scorpius apprend le décès de sa mère en cours d'année et Albus et lui sont en tension constante avec leur famille respective. Il est amoureux de Rose Weasley.

### Delphi Diggory
Delphini « Delphi » Diggory, âgée d'une vingtaine d'années, est l'amie d'Albus et de Scorpius. Elle se présente comme étant la cousine de Cedric Diggory pour convaincre Albus Potter et Scorpius Malefoy de retourner dans le passé et empêcher la mort de Cedric. Toutefois, elle souhaite en réalité faire revenir Voldemort. À la fin de la pièce, on apprend qu'elle est la fille de Voldemort et de Bellatrix Lestrange : Delphini Jedusor.
Elle possède des cheveux argentés avec des reflets bleus.

### Rose Granger-Weasley
Fille d'Hermione Granger et de Ron Weasley, elle se brouille avec Albus Potter, son cousin, lorsque celui-ci devient ami avec Scorpius Malefoy. Scorpius en est amoureux.

## Sources
- Cet article est partiellement ou en totalité issu de l'article intitulé « Liste des personnages de l'univers de Harry Potter » (voir la liste des auteurs). (voir aussi la page de discussion)